# Коста, Андреа
Андреа Коста (Costa; 30 ноября 1851, Имола — 19 января 1910, Имола) — итальянский социалист, один из основателей Итальянской социалистической партии. Второй супруг российской революционерки Анны Кулишёвой.

## Биография
Окончил Болонский университет. Вначале был анархистом, вместе с другими бакунистами, Карло Кафиеро, Джузеппе Фанелли и Эррико Малатестой, в 1872 году основал Итальянскую федерацию Первого интернационала. В 1873 и 1874 годах за участие в революционном движении в Романье был арестован, в 1877 из-за новой социалистической пропаганды бежал за границу, где вступил в отношения с социалистами-марксистами и в 1878 принимал участие в международном конгрессе социалистов в Париже, после которого он, по закону Дюфора был приговорен к 2-летнему аресту, но выпущен был на свободу после избрания Греви.
Вернулся в Италию в 1882 и был избран в парламент, несмотря на то, что находился под надзором полиции. Став одним из первых социалистических парламентариев в Европе, Коста вступил в ряды крайней левой фракции парламента и вёл ожесточенную борьбу с Криспи. В 1889 после манифестации в честь Оберданка он должен был бежать в Швейцарию, затем в Париж. Хотя и лишенный права на избрание, он три раза избирался в Равенне и Болонье.

## Вклад в теорию анархизма
9 июня 1877 года выступил с докладом о «пропаганде действием». 5 августа того же года в «Бюллетене Юрской федерации» появилась статья «Пропаганда действием», написанная при участии Поля Бруссе и призванная разъяснить смысл этого термина, о котором «в последнее время часто говорят в Юрской федерации». По мнению авторов статьи, привычные методы социалистической пропаганды — индивидуальные беседы, митинги и лекции, печатная агитация — носят теоретический характер и явно недостаточны. Пропаганда действием нацелена на то, чтобы пробудить более широкие слои трудового населения, включая тех, кто не ходит на митинги и не читает прессу и брошюры. При этом она не является способом совершения революции, путчизмом, когда небольшая группа заговорщиков действует вместо народа и для него.